# アジアンビューティー (お笑い芸人)
アジアンビューティー（1987年11月22日 - ）は、日本のものまねタレント、お笑い芸人。
千葉県船橋市出身。本名は工藤あみ。エヌフォースプロモーション所属を経て、いろいろなところで、活躍しています。身長153cm、公称スリーサイズはB104・W92・H105。血液型はO型。

## 来歴・人物
中学生時代の2000年頃からフジテレビのものまね番組のオーディションに応募し、行くようになる。
2005年にホリプロが行った『おもろい女オーディション』に合格。この後、芸名を『アジアンビューティー』としてデビューを目指したが、約4か月後に辞めている。なお、この芸名は本名の「あみ」に由来するとしている（『アジアンビューティーのホームページ』でのプロフィールより）。
その後2007年、エキストラのアルバイト申し込みの目的で現所属事務所に行ったところ、社長の勧めで事務所所属となる。同年9月30日『コンドマニアスペシャル』（東京・銀座小劇場）あたりより芸人として活動を開始。
2008年9月頃より放送された、成海璃子出演のクラレのCMにおいて「ミラバケッソ」と話す白いアルパカの声の役で出演。物真似を芸風としているだけあり、多くの者が勘違いしたほど林原めぐみと声がよく似ている。林原も自身の番組で再三に亘って「アルパカの声を担当しているのは自分ではない」とコメントしている。
三人姉妹の長女である。二人の妹は「TAKANE」という姉妹お笑いコンビを組んでいたことがある。
2009年9月20日、この日の渋谷アイドル100人劇場の公開オーディションに合格、同劇場のレギュラーB組として加入。
マドンナのファンである。

## 芸風
主に物真似を交えたネタで活動。物真似のレパートリーには、小倉優子、藤本美貴、濱田マリ、アンジェラ・アキ、倉木麻衣、杉本彩、青木さやか、中島みゆき、松任谷由実、YUKI、持田香織、山崎バニラ、市原悦子、田中真紀子、丸川珠代、木下優樹菜、にしおかすみこ、叶恭子、ギャル曽根、タラちゃん（サザエさん）、みぎわさん（ちびまる子ちゃん）、こうしくん（とっとこハム太郎）ハーマイオニー、ファービー、地デジカなどがある。アンジェラ・アキの物真似などで、フリップを使ったネタを披露することもある。

## 出演

### テレビ
- 幹事さまぁ〜ず 女だらけの大新年会（生）アイドルいちご祭り2008 （日本テレビ、2007年12月31日深夜 = 2008年1月1日未明）
- LQ〜女をアゲる30分〜（日本テレビ） - 2008年6月7日、再現VTRで森三中・村上知子役
- テレ遊びパフォー!（NHK総合テレビ）
- イツザイ（テレビ東京） - 2009年9月12日『パフォー!×イツザイ コラボスペシャル』
- ぶちぬき女芸人 （あっ!とおどろく放送局、2010年2月8日）
- シロウト名鑑（テレビ東京）- グループ『割れたチョコレート』メンバーとして出演
- お願い!ランキングGOLD（テレビ朝日）- 2012年3月10日

### ラジオ
- 三嶋省吾の不完全な未完成with茂平（エフエム浦安） - 2009年8月

### CM
- クラレ「ミラバケッソ」 - アルパカ役で声の出演

### ライブ
- ガールズガーデンフェスティバル2009（Studio twl）
- お笑いガールズコレクション
- SMA HEET Project VS エヌフォース お笑い大合戦（Studio twl）
- 楽笑シアター
- スパイラルライブ
- フリー笑イブ（BABACHOPシアター）
- エクセレントライブ
- お笑いガールズコレクション
- 大船ハニービーお笑いライブ
- 無料ライブ『CRASH』
- お笑い大陸（しもきた空間リバティ）
- 追っかけられない女たち
- 悶絶!!上向きヒップ!
- C調バトら～ず」
- スマイル☆スパーク まっ!!どんなーズ??ライブ
- ひとやすみライブ
- 全日本女子お笑い選手権ライブ
- TEPPENハニー
- いるかのしっぽ
- 渋谷ヤングライブ
- ミリタリーフレーバー
- マグマニア（コンドマニア）
- 笑-1グランプリ
他